# Бизнес
Бизнесът е промишлена, търговска или друга стопанска дейност, извършвана с цел получаването на печалба. Обикновено бизнесът се осъществява чрез формална организация на хора и ресурси, наречена предприятие.
Човек, чиято дейност е съсредоточена върху създаването и управлението на бизнес (или бизнеси), се нарича бизнесмен, лице, което се занимава с консултантски услуги в областта на планирането, разработването на политики и бизнес дейностите, е бизнес консултант.

## Естество на дейността
Бизнесът може да бъде класифициран според естеството на предлагания продукт или услуга, например:
- Земеделски производители в областта на селското стопанство или животновъдството.
- Брандове или производители, които произвеждат продукти на локалния бизнес (индустриални халета или работилници).
- Търговци (на едро/на дребно) с бизнес търговия, участващи в маркетинга и продажбата на продукти.
- Бизнесът строителство и инфраструктура. Продуктът (път, сграда) не се произвежда в бизнеса.
- Бизнес транспорт и превоз (на хора и продукти).
- Услуги по отдаване под наем и хостинг. Услугата е използването на стоки за определен период от време, като например: коли под наем, наем на оборудване (екипировка), библиотека, апартамент под наем, офис и т.н.
- Доставчиците на стоки, които предлагат както продукти, така и услуги (като ресторанти, които предлагат както храна, така и услуги, хотели, които предлагат както стаи под наем, така и услуги за настаняване)
- Финансови институции (банки, застрахователен бизнес), където продуктът/услугата е финансова.
- Бизнес образование и обучение (университети, колежи, учебни заведения, детски градини)
- Производители и доставчици на информация.
- Доставчици на услуги.